# Clupisoma nujiangense
Clupisoma nujiangense är en fiskart som beskrevs av Chen, Ferraris och Yang 2005. Clupisoma nujiangense ingår i släktet Clupisoma och familjen Schilbeidae. Inga underarter finns listade i Catalogue of Life.